# Алектрион
Алектрио́н, Алектио́н (др.-греч. Ἀλεκτρυών «петух») — в греческой мифологии юноша, слуга Ареса, стоявший на страже во время встреч своего господина с Афродитой; он должен был будить божественных любовников до наступления утра. Но однажды Алектрион проспал, и Гелиос застал любовников в тесных объятиях, а затем выставил увиденное на обозрение всем, включая Гефеста — мужа Афродиты. В наказание Алектрион был превращён Аресом в петуха.